# A Hangya
A Hangya (eredeti cím: Ant-Man) amerikai szuperhős-fantasy film. A Hangya című Marvel Comics képregény alapján készítette a Marvel Studios. A film főszereplői Paul Rudd, Michael Douglas, Evangeline Lilly és Corey Stoll. 
A film bemutatója 2015. június 29-én volt.

## Cselekmény
|  | Alább a cselekmény részletei következnek! |

A történet elején, 1989-ben Hank Pym lép be a S.H.I.E.L.D. még épülő központjába, ahol a szervezet három fő vezetője, Howard Stark, Peggy Carter és Mitchell Carson várja őt. Pym megvádolja őket, mert Carson vezetésével megpróbálták lemásolni a Pym részecskét, ami emberek és tárgyak zsugorodásában segít. Pym ezután felmond, és bár Carson visszatartaná, Stark nem akar haragot Pymmel, ezért elengedi.
Később Pym saját vállalatot indít, amit napjainkban mentoráltja, Darren Cross vezet. Cross megszállottja a Pym részecskének és Pym múltbeli alteregójának, a kicsivé zsugorodó Hangyának, ám Pym nem akarta kiadni neki a részecske adatait. Cross ennek ellenére elkészíti a Hangya mintájára a sokkal fejlettebb, zsugorodó Fullánk páncélt, ami Hank lánya, Hope – aki sikeresen Cross bizalmába férkőzött – szerint még nincs kész, mert Cross nem képes élőlényt zsugorítani. Hope maga intézné el a páncél ügyét a Hangyaként, azonban Pym nem kockáztatná lánya életét, és talál egy sokkal jobb jelöltet.
Eközben a villamosmérnök Scott Lang frissen szabadul a börtönből. A férfi korábban a Vista nevű cég alkalmazottja volt, azonban a cég meglopta az embereket, ezért Scott is kirabolta őket és mindent visszaadott a vevőknek. Bár a cél nemes volt, a bűntett kísérti őt azóta is: a rablás miatt keveset láthatja lányát, Cassie-t, illetve emiatt sehol sem kap rendes munkát. Scott szobatársa és egykori cellatársa, Luis azonban segít neki egy öreg fickó széfjének kirablásában, amiben két társuk is lesz, és amibe Scott kezdetleges kétségei ellenére belevág. A rablás kisebb-nagyobb gondokkal sikerül, ám a széfben csak egy ruhát találnak: a Hangya jelmezt. Ugyanis a rablást Pym tervezte meg, hogy letesztelje Scottot, akit otthonában kipróbálja a ruhát, és összezsugorodik. Scott azonban nem akarja ezt, ezért visszaviszi a ruhát, ám ekkor a zsaruk várnak rá, akiket Hope hívott ki, mert szerinte nincs szükségük Scottra.
Langet a börtönben meglátogatja Pym még egy esélyt kínálva, majd becsempészve a Hangya ruhát a börtönbe, megszökteti őt. Pym otthonában aztán beavatja Cross Fullánk-tervébe, ami sikeres előrehaladáshoz jutott, ugyanis egy speciális védőburokkal már élőlényeket is tud zsugorítani. Lange Hank és Hope segítségével kitanulja a ruha használatát és a különböző dolgokra alkalmas hangyák irányítását – az egyiket el is nevezi Hangyarnoldnak. Hope ennek ellenére maga akarna a ruhában betörni, ám Hank biztonságban akarja tudni őt, mivel a Darázs néven dolgozó anyját már elvesztette egy bevetésben, amikor az megrongálva a szabályzót szubatomi méretűvé zsugorodott.  Végső tesztként egy jeladászavarót próbálnak kilopni Scott-tal Howard Stark régi raktárából – ami azonban a Bosszúállók: Ultron kora végén a csapat új főhadiszállása lesz, így a lopás közben csatára kényszerül az egyik tag Sólyom ellen, ám győztesen kerül ki.
Az adászavarót ugyan megszerezték, de Cross sejteni kezdi a betörés lehetőségét, ezért megnöveli a védelmet a Fullánk páncél bemutatójának napjára. Scott emiatt a vízvezetéken át törne be, ám hárman már nem elegek, ezért Luist és a két társát is beszervezik a dologba. A biztonsági őrnek álcázott Luis segítségével berakják a jeladászavarót, míg Scott bejutna hangyái segítségével kisüti az összes szervert, ezzel minden biztonsági mentést kiiktatva. Ezután a ruha felé indul, amit Cross épp Carsonnak és új munkatársainak mutatja be, akik a HYDRA bűnszervezet képviselői. Scott a ruhához érne, ám ez valójában egy csapda. Darren ezután megölné Hanket, de Scott kitör a csapdából és elintézi az ott tartózkodókat. Cross a ruhában felmenekül egy helikopterhez, ahova Scott követi, míg Hank és Hope előbbi kulcstartónak álcázott tankját naggyá téve jutnak ki az épületből, amit Scott a korábban elhelyezett bombáival elpusztít.
Cross, látva mindene pusztulását, magára ölti a Fullánk jelmezt, és csak egy cél vezérli: hogy végezzen Scott-tal és mindennek, ami fontos neki. Foglyul is ejti Scott lányát, Cassie-t, akinek játékai közt harcolnak összezsugorodva. Cross csapdába csalja Cassie-t és nevelőapját,  Paxtont, Scott viszont nem tud átjutni Cross titán páncélján, ezért a átállítja a szabályozóját és szubatomivá zsugorodva elpusztítja Cross páncéljának belsejét, ami így megöli a viselőjét. Scott ezután a kvantumvilágba kerül, ám korábban módosította a szabályozót (Hank tiltása ellenére), így sikerül visszatérnie.
A szubatomi utazásból Scott semmire sem emlékszik, ám az az infó, hogy visszajött, elég Hanknek ahhoz, hogy elgondolkodjon azon, hogy a szubatomivá zsugorodott neje, Janet is életben lehet. Scott megcsókolja Hope-ot és a lányát rendszeresebben láthatja, míg Paxton elrendezte a szökése körüli ügyet. Ezután Luis hívja Scottot, hogy új munkát ajánljon neki, amivel nem más bízná meg őt, mint Sólyom.
A stáblista közepénél lévő jelenetben Hank belátja, hogy hiba volt ennyire védenie Hope-ot ezért megmutatja neki az anyja által készített fejlettebb Darázs-ruhát, amit nekiad, hogy befejezhesse. A stáblista utáni jelenetben Sólyom és Amerika Kapitány elkapja Bucky-t, ám valamiért nagy zűrben vannak egy bizonyos "egyezmény" miatt, ám Sólyom tudna valakit aki segíthetne: Hangyát.
|  | Itt a vége a cselekmény részletezésének! |

## Szereplők
| Színész            | Szerep                          | Magyar hang             | Leírás |
| ------------------ | ------------------------------- | ----------------------- | --- |
| Paul Rudd          | Scott Lang / Hangya             | Széles Tamás            | A VistaCorp egykori rendszermérnöke és kisstílű bűnöző, aki egy olyan ruhát szerez, amely lehetővé teszi számára, hogy összezsugorodjon vagy megnőjön.                               |
| Evangeline Lilly   | Hope van Dyne                   | Németh Kriszta          | Hank Pym és Janet van Dyne lánya, a Pym Technologies vezető igazgatósági tagja, aki segít Darren Crossnak átvenni a vállalatot.                                                      |
| Corey Stoll        | Darren Cross / Fullánk          | Pál András              | Pym egykori pártfogoltja, aki átveszi mentora cégét, és militarizálja a Hangya technológia hasonló változatát, hogy megalkossa a Fullánk ruhát.                                      |
| Bobby Cannavale    | Jim Paxton                      | Debreczeny Csaba        | A San Franciscó-i rendőrség egyik tisztje, aki eljegyezte Lang volt feleségét, Maggie-t.                                                                                             |
| Michael Peña       | Luis                            | Csőre Gábor             | Lang egykori cellatársa és a csapatának tagja. |
| T.I.               | Dave                            | Makranczi Zalán         | Lang csapatának egyik tagja |
| Anthony Mackie     | Sam Wilson / Sólyom             | Papp Dániel             | Bosszúálló, a hadsereg által légi harcra kiképzett egykori mentőorvos, aki egy speciálisan erre a célra tervezett szárnyat használ.                                                  |
| Wood Harris        | Gale                            | Sarádi Zsolt            | Rendőrtiszt és Paxton társa. |
| Judy Greer         | Maggie Lang                     | Szalay Marianna         | Lang elhidegült volt felesége. |
| David Dastmalchian | Kurt                            | Anger Zsolt             | Lang csapatának egyik tagja |
| Michael Douglas    | Dr. Hank Pym                    | Dörner György           | Korábbi S.H.I.E.L.D.-ügynök, entomológus és fizikus, aki 1963-ban vált az Hangyává, miután felfedezte az átalakulást lehetővé tevő szubatomi részecskéket. Később Lang mentora lett. |
| John Slattery      | Howard Stark                    | Tarján Péter            | Tony Stark apja. |
| Hayley Atwell      | Peggy Carter                    | Balsai Móni             | A Stratégiai-tudományos egység nyugalmazott tisztje és a S.H.I.E.L.D. társalapítója, Steve Rogers korábbi szerelme.                                                                  |
| Abby Ryder Fortson | Cassie Lang                     | Dolmány-Bogdányi Korina | Lang és Maggie lánya. |
| Gregg Turkington   | Dale                            | Fesztbaum Béla          | Egy Baskin-Robbins üzlet vezetője. |
| Martin Donovan     | Mitchell Carson                 | Kautzky Armand          | A S.H.I.E.L.D. egykori tagja, aki a Hydrának dolgozik, és a Fullánk technológiát akarja megvásárolni.                                                                                |
| Stan Lee           | önmaga                          | Nem beszél              | Pultos |
| Chris Evans        | Steve Rogers / Amerika Kapitány | Zámbori Soma            | Bosszúálló és egy második világháborús veterán, akit egy kísérleti szérummal szuper erőssé vált, majd belefagyott a jégbe, és most a 21. században próbál alkalmazkodni.             |
| Sebastian Stan     | Bucky Barnes / A Tél katonája   | Nem beszél              | Steve Rogers gyerekkori legjobb barátja, aki agymosott bérgyilkosként bukkant fel újra, miután állítólag elesett a II. világháborúban.                                               |
| Hayley Lovitt      | Janet Van Dyne                  | Nem beszél              | Hank felesége és Hope anyja. |